# 瘋show快活人
《瘋show快活人》是香港電台第二台一個休閒式雜誌節目，以休閒、說笑的節目模式，討論熱門新聞到古怪趣聞，甚至有獎遊戲都一應俱全，曾經一度成為廣播界最受歡迎節目及主持人組合之一。逢星期一至星期五上午10:00至正午12:00現場直播，現有主持人李麗蕊、阮德鏘、黃天恩、爆谷及余詠茵。

## 主持
《瘋show快活人》由1992年播出至今，取代當時離開港台的何嘉麗(《只此一嘉》)。節目前身為逢星期一至五下午15:30-17:00梁繼璋主持的《瘋SHOW梁繼CAT》，以及他與李麗蕊搭檔的假末節目《清晨快活人》，梁思浩、羅啟新隨後加入。1994年，李麗蕊跳槽新城，主持席位由貴花田(陳寶玲)補上。貴花田最初擔任節目助理，偶爾插嘴的風格逐漸受聽眾歡迎，最後成為正式主持。梁繼璋、梁思浩、羅啟新、貴花田四人共同主持一段時間，節目收聽率一直高企，當中包括不同年齡、階層的聽眾。
及後，羅啟新調往新節目。1996年左右，計有多位嘉賓主持填補其空缺，例如李敏、李錦聯、羅君左、樓南光、吳家樂、羅敏莊等。
2006年，梁繼璋、梁思浩（村長）、貴花田，合稱「瘋SHOW三寶」。當中雙梁在節目中擔任「上把」，貴花田則擔任被嘲笑的對象，但她毫不介意充當「下把」角色，為聽眾帶來歡笑。瘋show三寶更於「最受歡迎電台拍檔選舉」，在1700多張選票中佔36%票數，成為最受歡迎電台拍檔的第一位。
2008年1月25日 梁繼璋最後一次主持《瘋show快活人》。節目亦由梁思浩、貴花田，加上星期一至五不同的嘉賓主持（由星期一至五順序）：苑瓊丹、姚嘉妮、江美儀、陳彥行、曾志豪。及後曾志豪成為固定主持。
梁思浩、貴花田、曾志豪維持著三人組合的形式，三年間合作無間默契無阻火花不斷，號稱「陪你度過每一天、每秒都喺你身邊」/「笑到肚痛、笑爆咗個傷口」。直至2011年5月13日，梁思浩突然被港台解約而未有正式向聽眾道別，相信主要原因是他拒絕簽一年內不跳槽的協議有關。思浩過檔DBC後於同時段另開新節目《大家真風騷》。李麗蕊、梁繼璋亦於DBC電台主持逢星期一至五下午1時至4時的《數碼快活人》，形成六個小時的攻勢。
2011年6月13日始，主持空缺由梁榮忠正式接手，從同頻道的深夜節目《有冇搞錯》調往早上的「瘋SHOW」。節目宣傳聲帶自此改為「神奇大帝主宰太空，三位瘋SHOW戰士」。
2016年12月，梁榮忠開始休假，未有定下回歸日子。期間，王耀祖、黃天頤、黃冠斌（斌仔）、蒙為亮（阿O）、波盛、阿桃成為代班主持。2017年3月24日梁榮忠在節目中短暫開咪半小時交代近況，正式宣佈離開《瘋show快活人》，並於2017年6月25日逢星期日中午十二時至一時主持新節目《一個鐘一個梁榮忠》。「阿祖」成為固定主持，趙學而、鄧兆尊也較常成為客席主持。
2018年7月11日，曾志豪在直播節目《瘋show快活人》期間，爆粗口「X你老味」。港台機構傳訊及節目標準組總監伍曼儀證實事件，指經她了解後，當時曾志豪要播出另一條宣傳聲帶，卻按錯掣，結果令「發忟憎」鬧自己的說話出了街。直至6時許，港台收到約三十多個有關投訴、不滿、給予意見及支持曾志豪的電話。港台跟進事件後，曾志豪由2018年7月12日開始「封咪」11日（至2018年7月23日），他在《瘋show快活人》的主持工作都在這段時期暫停。
2020年10月19日，王耀祖需要調往另一時段主持新節目《音樂說》，改由《晨光第一線》主持人兼時任 RTHK 2 台長程振鵬取代。
2021年6月18日，曾志豪、貴花田被香港電台即時解僱，本身屬公務員的程振鵬雖然仍留職港台，但亦遭調離節目。
2021年6月21日  瘋Show快活人，重新起用原祖人馬梁繼璋(Michael)、李麗蕊(Sara)、黃國斌(馬小強)。重新為廣大聽眾帶來正能量，內容豐富的生活型節目。內容輕鬆惹笑，再配合專家嘉賓主持，為聽眾帶來各種生活資訊。嘉賓主持有『家居明』負責家居保養資訊。『註冊營養師阿蘭』負責營養資訊，飲食知識。『中醫師徐Sir』負責中醫資訊，養生健體。『車路達人朝朝』負責汽車和相關項目的有趣知識和分享。『心理學家 Dr Matthew』拆解心理學話題。『獸醫Dr Eric』解答關於寵物各種疑難雜症。節目內容一直保持高質量，不單為聽眾帶來輕鬆愉快一日，還有豐富生活知識。

## 流程
現時節目的大致流程：

### 星期一
- 10:00-11:00
今日趣聞：以輕鬆形式談論輕鬆小知識
- 11:00-12:00
網上情/估估下學古文
- 12:00-1:00
淑女關注組 (阿蘭Violet註冊營養師) / 片段人間：短篇廣播劇

### 星期二
- 10:00-11:00
今日趣聞：以輕鬆形式談論輕鬆小知識
- 11:00-12:00
網上情/馬老師飄流教室/乜都討論區:馬sir分享生活小故事/討論十大事件
- 12:00-01:00
福爾摩K/片段人間：短篇廣播劇

### 星期三
- 10:00-11:00
今日趣聞：以輕鬆形式談論輕鬆小知識
- 11:00-12:00
網上情/家居明
- 12:30-1:00
客家婆/片段人間：短篇廣播劇

### 星期四
- 10:00-11:00
今日趣聞：以輕鬆形式談論生活小常識
- 11:00-12:00
網上情/馬sir開心字典/愛好系列：
- 12:30-1:00
職安劇：由職業安全健康局提供資訊，瘋show快活人主持人馬小強編劇及與另一主持人梁繼璋同李麗蕊一同聲演劇目，每集更有不同嘉賓參與。

### 星期五
- 10:00-11:00
今日趣聞：以輕鬆形式談論生活小知識
- 11:00-12:00
網上情 / 你又知唔知
- 12:00-1:00
車路的事（朝朝 Piero） / 大點唱

## 主題音樂
瘋show快活人的主題音樂為美國樂團領隊格倫·米勒在1939年所作的In the Mood。

## 節目特別安排
2012-2023年期間的香港中學文憑考試中國語文科試卷三聆聽及綜合能力考試進行當日，本節目曾改為在上午10:30至下午1:00直播。隨著2024年中文科改革，取消聆聽考試，有關安排已被取消。
於每年的香港中學文憑考試英國語文科試卷三聆聽及綜合能力考試進行當日，本節目將會改為在上午11:00至下午1:00直播。

## 評價
《瘋show快活人》風格輕鬆，節目聽眾廣泛。節目時常宣揚保護動物、保護地球，亦有倡導「職業安全」等社會安全問題。專家主持內容包括，中醫，心理學，營養學，家具保養，生活資訊，汽車話題。為聽眾帶來大量高質素內容，寓學習於娛樂，廣受聽眾歡迎。

## 外部連結
- 香港電台
- 瘋show快活人節目介紹
- 瘋show快活人 Facebook 專頁